# اندیس خارستان ۱
خارستان ۱ یک اندیس فلزی است که در حوالی شهر نوک آباد استان سیستان و بلوچستان قرار دارد و مادهٔ معدنی موجود در آن، پلی متال است.سنگ میزبان این اندیس توف/ داسیت/ ریوداسیت است و دیرینگی آن به دوران الیگوتا پلیوسن می‌رسد. در این اندیس، پاراژنز‌های گالن/ اسفالریت/ کالکوپیریت یافت می‌شوند.